# The Eyes of Truth
The Eyes of Truth – singel i piosenka grupy Enigma z 1993 roku. Piosenkę napisał Michael Cretu. Ukazała się ona najpierw w 1993 roku na albumie The Cross Of Changes, następnie jako singel w 1994 roku.
W utworze pojawiają się sample z utworów: "Kiss That Frog" Petera Gabriela, "Ultraviolet (Light My Way)" zespołu U2 i "Dreaming While You Sleep" zespołu Genesis.
W utworze jest też próbka retransmisji NASA z utworu Vangelisa "Mare Tranquillitatis".
Charakteryzuje się kobiecym wokalem śpiewanym w języku mongolskim. Teledysk do tego utworu został nakręcony w Nepalu.

## Lista ścieżek
1. Radio Edit – 4:36
2. Album Version – 7:27
3. The Götterdämmerung Mix (The Twilight of the Gods) (140 bpm) – 7:17
4. Dub Version (140 bpm) – 5:34

## Pozycja na liście
- #21 Wielka Brytania
- #38 Holandia
- #34 Szwecja
- #71 Australia[1][2]